# Щ-404
Щ-404 (до 16 мая 1937 — Щ-316) — советская дизель-электрическая торпедная подводная лодка времён Второй мировой войны, принадлежит к серии X проекта Щ — «Щука». Входила в состав Балтийского флота и Северного флота.

## История корабля
Лодка была заложена 25 декабря 1934 года на заводе № 189 «Балтийский завод» в Ленинграде под строительным номером 262 и названием Щ-316, спущена на воду 27 декабря 1935 года. Предполагалось присвоить наименование «Гепард». 26 сентября 1936 года вступила в строй, 1 ноября того же года вошла в состав Балтийского флота ВМФ СССР.

### Служба
16 мая 1937 года корабль получил название Щ-404, в мае-июне был переведён по Беломорско-Балтийскому каналу на Северный флот, а 30 июня вошёл в состав 2-го дивизиона подводных лодок Северного флота.
В феврале 1938 года Щ-404 приняла участие в спасении экспедиции Папанина, находясь в море и обеспечивая связь.
В начале войны вместе с Щ-403 была передана Иокангской военно-морской базе и в течение четырёх месяцев совершила три патрулирования в горле Белого моря. 11 августа лодка была обнаружена немецкой субмариной U-451, однако атаке не подверглась.
Всего за годы Второй мировой войны Щ-404 совершила 14 боевых походов, проведя в них 201 сутки, выполнила 12 торпедных атак с выпуском 36 торпед, потопила одно судно — 1 апреля 1942 года в Тана-фьорде трёхторпедным залпом с 8-10 кабельтовых потоплен немецкий транспорт «Michael» (2793 брт) с грузом железной руды. Щ-404 стала одной из всего двух лодок состава Северного флота на июнь 1941 года (вместе с М-171), доживших до конца войны.
В 1949—1953 годах служила на Балтике как учебная подлодка, носила наименование С-404. В 1953-56 годах использовалась как учебно-тренировочная станция в Кронштадте, именовалась КБП-35. 17 августа 1956 года расформирована, впоследствии разделана на металл.

## Награды
- 24 июля 1943 года — Орден Красного Знамени — награждена указом Президиума Верховного Совета СССР от 23 июля 1943 года за образцовое выполнение боевых заданий командования на фронте борьбы с немецкими захватчиками и проявленные при этом доблесть и мужество.

## Командиры
- 19 июня 1936 — 16 мая 1937: В. А. Чаликов
- 1 мая 1937 — 1 марта 1938: И. А. Колышкин
- 16 марта — октябрь 1938: Н. А. Лунин
- 16 декабря 1938 — 6 марта 1943: Владимир Алексеевич Иванов
- 28 февраля 1943 — 1 июня 1944: Георгий Филлипович Макаренков
- 1 июня 1944 — май 1945: Сергей Александрович Голев
- 2 марта 1950 — 6 августа 1953: П. Н. Драченов